# Celito Francisco Sari
Celito Francisco Sari (Porto Alegre, 31 de janeiro de 1949 — Viçosa, 30 de setembro de 2014) foi um médico e político brasileiro.
Em 2008 disputou a prefeitura do município mineiro de Viçosa, ficando em segundo lugar nas eleições, quando foi reeleito o então prefeito Raimundo Nonato Cardoso. Em 2010, devido à cassação do prefeito, Celito assumiu a prefeitura, sendo empossado no cargo no dia 1 de julho de 2010. Sari disputou as eleições municipais em 2012 e foi reeleito com 46,79% dos votos válidos.
Em 20 de fevereiro de 2014, após ter seu nome envolvido em denúncias de prática de abuso de poder político e econômico nas eleições de 2012, Celito e seu vice Ângelo Chequer foram cassados pela Justiça Eleitoral. O prefeito entrou com recurso junto ao Tribunal Regional Eleitoral de Minas Gerais e permaneceu no cargo enquanto aguardava um novo julgamento.
Em 30 de setembro de 2014, data em que o município completava 143 anos, Celito teve uma crise de insuficiência cardiorrespiratória e faleceu no Hospital São Sebastião. Com a morte do prefeito, o vice-prefeito Ângelo Chequer assumiu o executivo municipal.

## Biografia

### Família
Quarto médico a assumir a chefia do Executivo viçosense, Celito, filho dos agricultores Victor Sari e Onorina Sari, nasceu em 31 de janeiro de 1949. Gaúcho de Faxinal do Soturno, casado com Suely Carvalho, pai de Renata, Victor, Diana, Celitinho e Giovanna.

### Formação
Celito cursou o ensino primário em escola municipal e o curso secundário em escola estadual. Formou-se em Medicina pela Faculdade de Medicina de Valença – 1ª turma da Fundação Educacional Dom André Arco-Verde, em Valença (RJ), colando grau em 1973. Posteriormente, concluiu Residência Médica em Cirurgia Geral pela Universidade Federal do Rio de Janeiro e cursou Cirurgia geral (Mestrado) pela mesma instituição.

### Carreira
Atuando a medicina em Viçosa desde 1984, recebeu título de cidadão viçosense em 1988 e foi diretor clínico do Hospital São Sebastião e chefe do Serviço de Cirurgia da mesma Casa, atendendo ainda no Centro Médico, no Centro de Saúde da Mulher e da Criança de Viçosa, no Consórcio Intermunicipal de Saúde da Microrregião de Viçosa, no Hospital São João Batista e no Hospital São Sebastião.
Em 2004, seria candidato a vice-prefeito na chapa de Luís José de Arruda Alves (Tilu), quando, por acordos políticos de última hora, foi preterido pelo também médico Marco Antônio Maffia (PSDB), causando uma cisão do grupo político liderado por ambos, Tilu e Celito, que desde então se tornaram adversários, tendo Tilu e seu grupo apoiado, nas eleições de 2008, a chapa liderada pelo ex-prefeito Raimundo Nonato Cardoso.

## Vida política

### Primeiro mandato como prefeito de Viçosa
Diplomado e empossado prefeito em 1 de julho de 2010, Celito Francisco Sari assumiu o comando administrativo de Viçosa por determinação da Justiça Eleitoral, pelo motivo da cassação do mandato de seu antecessor, Raimundo Nonato Cardoso e da vice-prefeita Lúcia Duque Reis, tendo então como meta governamental a promoção do crescimento e desenvolvimento.
Os anos de 2009 e 2010 foram tumultuosos com a propositura de ações de investigação judicial eleitoral, questionando o recebimento de supostas doações financeiras em espécie e também estimados, em forma de serviços, provenientes de fontes vedadas pela Lei Eleitoral então vigente, dos comitês de campanha tanto de Raimundo Nonato como de Celito Sari, as quais pediam as cassações dos mandatos de um e de outro, pelo mesmo motivo: arrecadação e distribuição de recursos de fonte vedada durante a campanha eleitoral de 2008.
Raimundo Nonato foi cassado em primeira e segunda instâncias, e pelo acatamento de um recurso especial pelo desembargador Kildare Carvalho, então presidente do Tribunal Regional Eleitoral (TRE), que admitiu que doação de fonte vedada não ensejaria, no caso, a imposição da grave sanção de cassação do diploma de prefeito de Raimundo Nonato e de sua vice Lúcia Duque Reis, o processo subiu para o Tribunal Superior Eleitoral (TSE) em julho de 2010.
Em 13 de outubro de 2009, fora proferida a primeira sentença, em Viçosa, cassando o diploma de prefeito Raimundo Nonato, e a confirmação da cassação aconteceu no dia 27 de maio de 2010, no TRE.